# 秋田県道272号御所野安田線
秋田県道272号御所野安田線（あきたけんどう272ごう ごしょのやすだせん）は、秋田県横手市を通る一般県道である。

## 概要
横手市安本の起点において国道13号から分岐し、南下する。蛇の崎橋で横手川を渡り、同市大町に至る。この付近までは横手バイパス開通以前の旧・国道13号のルートをほぼ踏襲している。学校橋で再び、愛宕大橋で3度横手川を渡る。JR東日本北上線を跨線橋で越えた後、同市前郷地区で国道107号に合流し、以後は国道107号に重複して同市安田の終点に至る。
一部区間はかつて国道13号横手バイパス開通以前に国道として供用されていたが、バイパス開通により国道の認定が解除され、県道になったものである。
ほぼ全線にわたり、旧・横手市の市街地を通り、屈曲や狭隘区間が多い。

### 路線データ
- 総延長 : 7.083 km[2]
- 実延長 : 5.868 km[2]
- 起点 : 秋田県横手市杉沢字中杉沢249番1（安本入口交差点 - 国道13号交点）[3]北緯39度20分47.91秒 東経140度33分41.15秒
- 終点 : 秋田県横手市安田字ブンナ沢6番1（安田交差点 - 国道13号、国道107号交点）[3]北緯39度17分55.65秒 東経140度33分50.98秒
- 未供用区間 : なし[2]

## 歴史
- 1968年（昭和43年）12月10日 - 秋田県道に認定される[3]。

## 路線状況

### 重複区間
- 国道107号・秋田県道40号横手東成瀬線（秋田県横手市前郷・地域振興局入口交差点 - 横手市安田字ブンナ沢・終点）、1,215 km[2]

### 冬期閉鎖区間
- なし[4]

### 交通不能区間
- なし[5]

### 通行止め
- 通行不能区間（期日指定）：蛇の崎橋付近
  - 理由：送り盆まつり（8月）のため、車両通行止め

## 地理

### 交差する道路
| 施設名               | 接続路線名                                                                   | 備考                                     | 所在地                                           |
| -------------------- | ---------------------------------------------------------------------------- | ---------------------------------------- | ------------------------------------------------ |
| 安本入口交差点       | 国道13号                                                                     | 起点                                     | 横手市杉沢字中杉沢                               |
| 地域振興局入口交差点 | 国道107号 （=県道1号・県道40号 重複） 雄平東部広域農道（雄平フルーツライン） |                                          | 横手市前郷北緯39度18分19.2秒 東経140度34分30.8秒 |
| 安田交差点           | 国道13号 （=国道107号由利本荘市方面重複） （=国道342号湯沢市方面重複）       | 終点 国道342号・県道40号起点 県道1号終点 | 横手市安田字ブンナ沢                             |

### 沿線の施設など
- 秋田県立横手高等学校
- 横手市公文書館（旧・横手市立鳳中学校）
- 大鳥井山遺跡
  - 大鳥公園
  - 大鳥井山神社
- 横手幸町郵便局
- 石坂洋次郎文学記念館
- 横手市立朝倉小学校
- 横手公園
  - 横手城址
- 秋田県立横手城南高等学校
- 秋田地方検察庁横手支部（横手区検察庁・湯沢区検察庁）
- 市立横手病院
- 横手興生病院
- 蛇の崎橋

- 横手郵便局
- 秋田地方裁判所横手支部
- 旧日新館
- 横手市役所本庁舎
- ふれあいセンターかまくら館
- 横手市立横手図書館
- 学校橋
- 横手市立横手南小学校
- 羽黒の柳[6]
- 愛宕大橋
- 秋田県平鹿地域振興局
  - 横手保健所
- 横手税務署
- 横手旭川郵便局
- 横手公共職業安定所
- 横手市民会館